# Påve Leo I fördriver Attila från Rom
Påve Leo I fördriver Attila från Rom, även kallad Mötet mellan påve Leo den store och Attila (italienska Incontro di Leone Magno e Attila), är en högrelief, utförd av Alessandro Algardi 1646–1653. Den pryder den helige påven Leo I:s altare i Peterskyrkan.

## Beskrivning
Reliefen framställer hur påve Leo I fördriver hunnerkungen Attila från Rom år 452. I skyn ses apostlarna Petrus och Paulus med svärd i hand komma till påvens undsättning.
I januari 1646 gav Reverenda Fabrica Sancti Petri, efter ett beslut av påve Innocentius X, uppdraget åt Algardi ett utföra denna monumentala relief, på villkor att den kunde invigas i tid till Jubelåret 1650. Institutionen Reverenda Fabrica Sancti Petri inrättades år 1523 och är ansvarig för underhållet och den konstnärliga utsmyckningen av Peterskyrkan. Reliefen var dock inte fullbordad år 1650 och en bozzetto i stuck uppsattes då på altaret. Denna bozzetto kan beskådas i Biblioteca Vallicelliana, beläget i Oratorio dei Filippini vid kyrkan Santa Maria in Vallicella. Marmorreliefen fullbordades 1653 och placerades då i Peterskyrkan.
Reliefens nedre del visar hur påven Leo I driver bort hunnernas kung Attila från Rom. Efter motgången i slaget vid Katalauniska fälten år 451 inledde Attila året därpå en invasion av Italien. Attilas arméer skövlade ett flertal städer och förstörde Aquileia i juli 452. Den romerske generalen Aëtius förmådde inte stoppa Attilas framfart och snart stod denne utanför Rom. Inte förrän en legation med påve Leo I anlände kunde Attila stoppas. Attila beslutade då att avbryta sitt härnadståg i Italien. Detta berodde emellertid främst på svält och sjukdomar bland soldaterna och att en östromersk armé hotade hunnernas bosättningar vid floden Tisza.
Enligt legenden fick Leo I gudomlig hjälp i form av apostlarna Petrus och Paulus. Påven pekar på dessa helgon, då de kommer farande på himmelen, och Attila drar sig då tillbaka med en gest av fruktan. Händelsen betraktas som en symbol för Kyrkans mirakulösa räddning från en överhängande fara.
Reliefen företer en viss likhet med Rafaels fresk Mötet mellan Leo den store och Attila från 1514 i Stanza di Eliodoro i Apostoliska palatset. Algardi har sannolikt studerat Rafaels komposition. Vid åsynen av påvens befallande gest och apostlarna i skyn ses Attila falla bakåt på sin häst.

## Bilder
| - Mötet mellan Leo den store och Attila, fresk av Rafael. |